# Charlotte Ritchie
Charlotte Anne Ritchie, född 29 augusti 1989 i Clapham, London, är en brittisk skådespelare och sångare.
Ritchie debuterade 2004 i kortfilmen The Open Doors och syntes i en mindre roll 2005 i Harry Potter och den flammande bägaren. Hon har även medverkat i Barnmorskan i East End (2015–2018), Bäst i test England (2021) och Grantchester (2022–2023).